# Parque zoológico de Santiago de Cuba
El Parque zoológico de Santiago de Cuba (o simplemente Zoológico de Santiago de Cuba) es como su nombre lo indica un jardín zoológico en la ciudad de Santiago de Cuba, parte del país caribeño e isla de Cuba.
Fue establecido en el año 1946 a partir de la idea del alcalde de la localidad. Tiene un enfoque recreativo y de protección del medio ambiente. Fue trasladado a su ubicación actual solo hasta el año 1957.
Posee 1155 animales de 74 especies, se trata del segundo zoológico más importante del país solo superado por el que se encuentra en la ciudad capital de La habana.